# Gallia Christiana
De Gallia Christiana is een zeer omvangrijk encyclopedisch werk uit de achttiende eeuw met korte, historische beschrijvingen van alle Franse katholieke diocesen en abdijen en de personen die hierin een noemenswaardige rol speelden. Het werk gold lange tijd als een belangrijke bron, omdat het zich baseert op oorspronkelijke documenten, zoals charters van bisdommen en abdijen, en pauselijke bullen.

## Eerste aanzet
In 1621 publiceerde Jean Chenu, advocaat bij het parlement van Parijs, een historisch werk getiteld Archiepiscoporum et episcoporum Galliæ chronologica historia. Dit werk bevatte de bisschoppen en aartsbisschoppen van Frankrijk in chronologische volgorde. Echter ontbrak er ongeveer een derde van de bisschoppen en klopte daarmee de opvolging van de bisschoppen niet.
In 1626 publiceerde Claude Robert met de goedkeuring van Baronius een Gallia Christiana. Daarbij voegde hij ook veel kerken buiten de Franse kerkprovincie toe en gaf hij een korte geschiedenis van de bisdommen, kathedralen en abdijen.

## De Samarthani
De tweelingbroers Scévole (1571–1650) en Louis (1571–1656) de Sainte-Marthe, hadden zowel Chenu als Robert bij hun werk ondersteund. In 1620 werden zij benoemd tot koninklijke geschiedkundigen. Op de nationale vergadering van de Franse clerus in 1626 gaf een aantal prelaten hen de opdracht tot het samenstellen van een gecompleteerd werk. Zij stierven echter beiden voor dit enorme werk voltooid was. De drie zonen van Scévole de Sainte-Martha, Pierre de Sainte-Marthe (1618-1690), zelf geschiedschrijver van Frankrijk, Abel de Sainte-Marthe (1620-1671), theoloog en later generaal van het Oratorium en Nicolas-Charles de Sainte-Marthe (1623-1662), prior van Clauray namen de voltooiing ter hand en presenteerden dit op 13 september 1656 aan de vergadering van de Franse clerus. Deze accepteerden het werk op voorwaarde dat een passage, waarin jansenisme werd vermoed, geschrapt zou worden.
Het werk bestond uit vier delen, het eerste over de aartsbisdommen, de tweede en derde over de bisdommen en de vierde over de abdijen gerangschikt op alfabetische volgorde. Het bevatte de transcriptie van vele manuscripten, maar bevatte tevens fouten en omissies. De broers Sammarthi kondigden derhalve al in het voorwoord een tweede verbeterde en uitgebreide editie aan.
Al in 1660 publiceerde de jesuit Jean Colomb te Lyon zijn Noctes Blancalandanae, dat aanvullingen bevat op de Gallia Christiana van de Sammarthani, zoals de broers en hun opvolgers genoemd werden. Voltaire heeft hierover gezegd: "De naam "De Sainte-Marthe " is er een, waar dit land alle reden toe heeft om er trots op te zijn."
De uitgave die door de gebroeders De Sainte-Marthe was aangekondigd, is er echter nooit gekomen.

## Revisie door de Mauristen
In 1710 bood de Algemene Vergadering van de Franse clerus vierduizend livres aan Denys de Sainte-Marthe (1650-1725), een benedictijner monnik van de Congregatie van Saint-Maur, bekend om zijn polemiek met de Trappist abbé de Rancé over monastieke studies, op voorwaarde dat hij de herziening van het Gallia Christiana tot een goed einde zou brengen, dat het eerste deel uiterlijk na vier jaar zou verschijnen, en dat zijn congregatie de onderneming na zijn dood zou voortzetten. Door zijn inspanningen verscheen het eerste deel in 1715, gewijd aan de kerkelijke provincies Albi, Aix, Arles, Avignon, en Auch. In 1720 produceerde hij het tweede deel over de provincies Bourges en Bordeaux; en in 1725 de derde, die Cambrai, Keulen en Embrun behandelden.
Na zijn dood publiceerden de Benedictijnen het vierde deel (1728) over Lyon en het vijfde deel (1731) over Mechelen en Mainz. Tussen 1731 en 1740, werden Dom Félix Hodin en Dom Etienne Brice, die de volgende delen van de nieuwe Gallia Christiana aan het voorbereiden waren, weggestuurd uit het klooster van Saint-Germain-des-Prés, vanwege een controverse over de bul Unigenitus. Zij keerden in 1739 naar Parijs terug en publiceerden het zesde deel over Narbonne en het zevende en achtste deel over Parijs en de aan haar ondergeschikte zetels. Het negende en tiende deel over Reims verscheen in 1751 met medewerking van Père Duplessis. Het elfde deel (1759) over Rouen werd uitgegeven door pater Pierre Henri and Dom Jacques Taschereau. In 1770 volgde het twaalfde deel over Sens en Tarentaise en ten slotte in 1785 het dertiende deel over Toulouse en Trier.
Op het moment dat de Franse Revolutie uitbrak, ontbraken er nog vier delen: Tours, Besançon, Utrecht en Wenen. Barthélemy Hauréau publiceerde in 1856, 1860 and 1865 Tours, Besançon en Wenen in respectievelijk het veertiende, vijftiende en zestiende deel van de nieuwe Gallia Christiana.
Alleen de kerkprovincie Utrecht kreeg geen plaats in deze uitgebreide collectie. Dit tekort werd echter gedeeltelijk goedgemaakt door het verschijnen van de Bullarium Trajectense, bewerkt door Gisbert Brom, die de periode van het ontstaan van de kerkprovincie tot 1378 behandelt (Den Haag, 1891–96).
Van de nieuwe Gallia Christiana, werden de delen 1 tot 5 en 11 tot 13 tussen 1870 en 1877 herdrukt door Dom Paul Piolin, en de delen 6 tot 9 en 12 door uitgever H. Welter. In de Gallia Christiana worden na elke hoofdzetel de zetels die daar onder vallen, behandeld en na elke zetel de abdijen die daar weer onder vallen. De originele documenten werden toegevoegd na elke diocees onder het kopje instrumenta in plaats van in de hoofdtekst. Het kolossale werk strekt niet uitsluitend tot eer van de Benedictijnen maar ook tot de van de familie De Sainte-Marthe.

## Latere werken
In 1774 begon Abbé Hugues du Temps, vicaris-generaal van Bordeaux, aan een zevendelige verkorte uitgave van de Gallia getiteld "Le clergé de France". Hiervan verschenen slechts vier delen. Rond 1867 publiceerde Honoré Fisquet een bisschoppelijke geschiedenis van Frankrijk (La France Pontificale). Daarin gebruikte hij voor de vroege geschiedenis de Gallia, terwijl hij voor elk diocees de beschrijving tot aan de moderne tijd toevoegde. Tweeëntwintig delen werden uitgebracht.
Canon Albanès waagde zich aan een complete herziening van de Gallia Christiana, waarbij elke kerkprovincie een deel zou vormen. Albanès, die als een van de eersten wetenschappers de Lateraanse en Vaticaanse archieven doorzocht, vond in zijn poging om vast te stellen in welk jaar bepaalde bisschoppen in functie waren gekomen een aantal oorspronkelijke charters over hun verkiezing of hun aanstelling. Hierdoor hoopte hij een aantal bisschoppen te kunnen verwijderen uit de lijsten, die waren ingevoegd om lacunes in de chronologie op te vullen. Hij stierf echter in 1897 nog voordat het eerste deel was uitgebracht. Met behulp van zijn nagelaten notities verschenen dankzij Canon Ulysse Chevalier drie delen van deze “Gallia Christiana (novissima)", over Arles, Aix, en Marseille te Montbéliard.